# Стефан Ріше
Стефан Ріше (фр. Stéphane Richer; 28 квітня 1966, м. Гатіно, Квебек, Канада) — канадський хокеїст та тренер.

## Кар'єра гравця

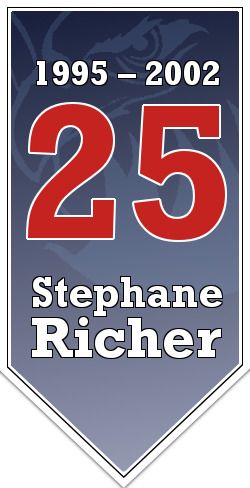
Банер з номером 25 над САП-Ареною

Стефан вихованець клубу «Гатіно Олімпікс» у складі якого виступав чотири сезони. З 1987 по 1992 роки виступав за різні клуби АХЛ, ІХЛ, зокрема «Шербрук Канадієнс», «Фінікс Роадруннерс», «Фредеріктон Канадієнс». Два сезони відіграв за клуби НХЛ «Тампа-Бей Лайтнінг» та «Бостон Брюїнс» та ще два за «Цинциннаті Циклонес».
Найкращі сезони провів у Німецькій хокейній лізі виступаючи за «Адлер Мангейм» сім сезонів, у складі «орлів» став чотириразовим чемпіоном Німеччини 1997, 1998, 1999 та 2001. У 2002 році завершив кар'єру гравця, а у 2005 році на його честь, над «САП-Ареною» було піднято банер з двадцять п'ятим номером (Стефан виступав під цим номером у клубі).

## Кар'єра тренера
У сезоні 2003/04 він працює помічником тренера Ріка Чорномаза у «Франкфурт Ліонс», де стає чемпіоном Німеччини як тренер. У сезоні 2004/05 повернувся до клубу «Адлер Мангейм», де виконує обов'язки помічника головного тренера Гельмута да Раафа, а після його звільнення займає пост головного тренера. Під його керівництвом команда дійшла до фіналу, де програла серію Айсберен Берлін 0:3. У грудні 2005 року Стефана на посту головного тренера змінив Грег Посс. У січні 2006 року, Ріхер очолює «Кассель Гаскіс» (клуб вибув з Німецької хокейної ліги). У сезоні 2006/07 канадець у другій Бундеслізі стає віце-чемпіоном, а наступного сезону повертає клуб «Кассель Гаскіс» до НХЛ. Але в сезоні 2009/10 займає останнє місце та вилітає до другої Бундесліги.
У сезоні 2010/11 Стефан став спортивним директором та головним тренером «Гамбург Фрізерс». У грудні 2010 року зосереджується на роботі спортивного директора клубу.
26 січня 2017 року Ріше став асистентом головного тренера клубу «Айсберен Берлін» Уве Круппа, а у травні 2017 року спортивним директором команди.

## Сім'я
Одружений, має трьох доньок. Проживає у містечку Гальстенбек неподалік Гамбурга.